# Ufobortførelser
 Der er for få eller ingen kildehenvisninger i denne artikel, hvilket er et problem. Du kan hjælpe ved at angive troværdige kilder til de påstande, som fremføres i artiklen.

Ufobortførelser betegner indenfor ufologien oplevelsen af eller forestillingen om at have været hentet af ikke-jordiske væsener og ført bort fra Jorden; enten til noget, der opleves som et rumskib eller til bortførernes hjemplanet. Oplevelsen anses som nærkontakt af fjerde grad.

## Oprindelse
En af de tidligste kendte ufobortførelser var sagen om det amerikanske ægtepar Betty og Barney Hill. De blev angiveligt bortført den 13. september 1961 nær byen landsbyen Lanchester. Siden da er rapporter om ufobortførelser steget. Et kendetegn ved ufobortførelserne er, at de bortførte først et stykke tid efter hændelsen begynder svagt at huske noget om det, som skete.[kilde mangler] Mange begynder at drømme om det skete[kilde mangler]. De bortførte lader sig gerne komme under hyponose, hvor de får kommet med detajler om hændelsen[kilde mangler]. De føler ofte, at de ikke ønsker hændelsen, men da de føles sig i trance, hvor de ikke kan sige fra[kilde mangler].
Der bør også nævnes Travis Walton, som blev bortført foran øjnene af sine venner, og vendte først tilbage 5 dage efter[kilde mangler]. Der er blevet skrevet en bog og lavet en spillefilm om hændelsen.[kilde mangler]

## Skeptikere
Skeptikere anser rapporter om bortførelser, som gerne omhandler smertefulde oplevelser, som rent opdigt eller sågar hallucinationer. De mener desuden, at massehysteri kan være skyld i rapporterne om bortførelser.

### Carl Jungs syn
Den kendte schweiziske psykolog Carl Jung mente, at alle individer kan skifte over til kollektiv ubevidsthed – et område af det ubevidste, som ifølge Jung indeholder viden afledt af erfaringerne fra hele menneskeheden og ikke individets erfaring.[kilde mangler] Dette lager indeholder universelle typer, kaldet arketyper. Jung mente, at arketyper opstår spontant i drømme eller syner, og de kan fremkalde stærke følelsemæssige og fantasiladede reaktioner. En af disse forestillinger var mandalaen, et tallerkenformet symbol, der kendetegnede fuldførelse eller tolitaitet.[kilde mangler] Jung fastslog dermed, at flyvende tallerkener måske ikke var rigtige ting, men nærmere mandalaer set på himlen af individer, der længtes efter harmoni og ligevægt.[kilde mangler]